# The Sonny Side of Chér
The Sonny Side of Chér drugi je studijski album američke pjevačice Cher koji je, kao i prvijenac, izdala izdavačka kuća Imperial Redords. Album je izdan u travnju 1966. pod producentskom palicom Sonnyja Bona i aranžera Harolda Battista. Album se uglavnom sastoji od obrada drugih pjesama uz dvije iznimke koje potpisuje Sonny Bono. Po izlasku, album dobiva pozitivne reakcije sa strane kritičara te je drugi po redu najuspješniji samostalni album Cher 60-ih godina.

## Informacije o albumu
Nakon uspjeha albuma prvijenca Cher se vraća u studio te brzo snima njegovog nasljednika. Album se na top ljestvicama nalazio u isto vrijeme kao i zajednički album sa Sonnyem pod nazivom The Wondrous World of Sonny & Cher. Album slijedi istu formulu kao i prvi sa Sonnyem kao glavnim producentom obrada pjesama te autorom dvaju novih pjesama i Haroldom Battisteom kao aranžerom istih. Generalno gledano, album je po broju prodanih primjeraka bio manje uspješan nego njegov prethodnik ali je proizveo uspješnije hit singlice. Sadrži Cherin prvi top 10 singl pod nazivom "Bang Bang (My Baby Shot Me Down)" čiji je autor Sonny Bono. Sa spomenutom pjesmom se Cher definitivno utkala u Američku pop kulturu. Album također sadrži tri pjesme francuskog utjecaja, "A Young Girl" i "Our Day Will Come" te obradu Edith Piafine pjesme "Milord".
Kao i na prvom albumu "All I Really Want To Do" Cher je obradila pjesmu Bob Dylana "Like A Rolling Stone". Album također sadrži obradu pjesme Tom Jonesa "It's Not Unusual", popularnih pjesama "Our Day Will Come" te "Girl From Ipanema". Ostale obrade su "A Young Girl" te "Ol' Man River" (koja pokazuje vokalnu moć koju Cher posjeduje već na ranim albumima). 
Osim originalnog izdanja na gramofonskoj ploči, album je 1992. godine izdan na CD-u zajedno s albumom All I Really Want To Do u izdanju EMI Recordsa. EMI 1995. godine izdaje box set pod nazivom The Originals koji sadrži njena prva tri albuma (All I really Want To Do, The Sonny Side of Chér i Chér). Album je ponovno izdan na CD-u zajedno s albumom The Sonny Side of Chér, ovoga puta u izdanju BGO Recordsa i to samo u Velikoj Britaniji. Originalna verzija s dvanaest pjesama nikad nije izdana na CD-u.
Popis pjesama:
Strana A	
1. "Bang Bang (My Baby Shot Me Down)" (Sonny Bono) 2:40
2. "A Young Girl (Une enfant)" (Oscar Brown, Jr., Charles Aznavour, Robert Chauvigny) 3:22
3. "Where Do You Go" (Sonny Bono) 3:12
4. "Our Day Will Come" (Bob Hilliard, Mort Garson) 2:12
5. "Elusive Butterfly" (Bob Lind) 2:30
6. "Like a Rolling Stone" (Bob Dylan) 3:45

Strana B
1. "Ol' Man River" (Oscar Hammerstein II, Jerome Kern) 2:50
2. "Come to Your Window" (Bob Lind) 2:48
3. "The Girl from Ipanema" (Vinicius de Moraes, Norman Gimbel, Antonio Carlos Jobim) 2:09
4. "It's Not Unusual" (Gordon Mills, Leslie Reed) 2:08
5. "Time" (Michael Merchant) 3:16
6. "Milord" (Lewis, Marguerite Monnot, George Moustaki) 2:43

## Produkcija
- glavni vokal: Cher
- producent: Sonny Bono
- aranžer: Harold Battiste
- inženjer zvuka: Larry Levine
- inženjer zvuka: Stan Ross
- umjetničko usmjerenje: Woody Woodward